# Saison 1971-1972 de snooker
Navigation
1970-1971 1972-1973
La saison 1971-1972 de snooker est la 4e saison de snooker. Elle regroupe 8 tournois organisés par la WPBSA entre septembre 1971 et mars 1972.

## Nouveautés
- Réapparition du championnat d'Irlande et création du tournoi Men of the Midlands.
- Retour du championnat du monde en Angleterre, à Birmingham.
- Le tournoi Park Drive 2000 comporte désormais deux épreuves : au printemps et à l'automne. La seconde remplace le Park Drive 600.

## Calendrier
| Dates (mois-jour) | Dates (mois-jour) | Tournoi                             | Lieu       | Site                        | Vainqueur      | Finaliste      | Score | Références |
| 09-07             | 09-07             | Tournoi de Stratford                | Wilmcote   | Wilmcote Working Men's Club | John Spencer   | David Taylor   | 5-2   |            |
| 10–04             | 10–31             | Tournoi Park Drive 2000 (automne)   | Angleterre | Divers sites                | Ray Reardon    | John Spencer   | 4–3   | [ 1 ]      |
| 11–08             | 11–30             | Championnat d'Australie             | Sydney     | Junior Rugby League Club    | Eddie Charlton | Warren Simpson | 15–7  | [ 2 ]      |
| 01–??             | 01–??             | Pot Black                           | Birmingham | Studios Pebble Mill         | Eddie Charlton | Ray Reardon    | 1–0   | ,          |
| 01–03             | 01–08             | Championnat d'Irlande               | Belfast    |                             | Alex Higgins   | Jackie Rea     | 28–12 | [ 2 ]      |
| 01–31             | 02–20             | Tournoi Park Drive 2000 (printemps) | Angleterre | Divers sites                | John Spencer   | Alex Higgins   | 4–3   | [ 1 ]      |
| 03–01             | 02–26             | Championnat du monde                | Birmingham | Selly Park British Legion   | Alex Higgins   | John Spencer   | 37–32 | ,          |
| 01–03             | 03–20             | Men of the Midlands                 | Angleterre | Divers sites                | Alex Higgins   | John Spencer   | 4–2   | [ 1 ]      |